# كارل باتلر
كارل باتلر (بالإنجليزية: Carl Butler)‏ هو كاتب أغاني وموسيقي أمريكي، ولد في 2 يونيو 1927 في نوكسفيل في الولايات المتحدة، وتوفي في 4 سبتمبر 1992 في فرانكلين في الولايات المتحدة.

## وصلات خارجية
- كارل باتلر على موقع IMDb (الإنجليزية)
- كارل باتلر على موقع ميوزك برينز (الإنجليزية)
- كارل باتلر على موقع إن إن دي بي (الإنجليزية)
- كارل باتلر على موقع ديسكوغز (الإنجليزية)
- كارل باتلر على موقع قاعدة بيانات الفيلم (الإنجليزية)